# James Cooper (politiker)

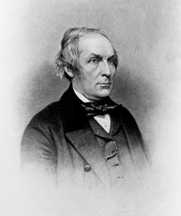
James Cooper.

James Cooper, född 8 maj 1810 i Frederick County, Maryland, död 28 mars 1863 nära Columbus, Ohio, var en amerikansk general och politiker (whig). Han representerade delstaten Pennsylvania i båda kamrarna av USA:s kongress, först i representanthuset 1839–1843 och sedan i senaten 1849–1855.
Cooper utexaminerades 1832 från Washington College (numera Washington & Jefferson College). Han studerade sedan juridik och inledde 1834 sin karriär som advokat i Gettysburg. Han besegrade demokraten Daniel Sheffer i kongressvalet 1838. Han omvaldes två år senare. Cooper var ordförande i representanthusets utskott för indianärenden 1841–1843. Han efterträdde 1849 Simon Cameron som senator för Pennsylvania. Han efterträddes som senator av William Bigler.
Cooper deltog i amerikanska inbördeskriget som brigadgeneral i nordstaternas armé. Hans grav finns på Mount Olivet Cemetery i Frederick, Maryland.